# Robin Szolkowy
Robin Szolkowy (ur. 14 lipca 1979 w Greifswaldzie) – niemiecki łyżwiarz figurowy, startujący w parach sportowych. Dwukrotny brązowy medalista olimpijski z Vancouver (2010 i Soczi (2014), 5-krotny mistrz świata (2008, 2009, 2011, 2012, 2014), 4-krotny mistrz Europy (2007–2011), 4-krotny zwycięzca finału Grand Prix (2008, 2011, 2012, 2014) oraz 9-krotny mistrz Niemiec. Po zakończeniu kariery 27 marca 2014 roku został trenerem łyżwiarstwa.

## Życiorys
Szolkowy urodził się w Greifswaldzie, Okręg Rostock w NRD.
W wieku 4 lat Szolkowy wraz z matką przeprowadził się do Erfurtu, gdzie zaczął trenować łyżwiarstwo figurowe. Jego pierwszą partnerką była Johanna Otto. Kolejną jego partnerką była Claudia Rauschenbach, z którą w 2001 zdobył mistrzostwo Niemiec. Gdy Rauschenbach zakończyła karierę, Szolkowy nie mógł znaleźć partnerki. W końcu w 2003 zaczął jeździć wraz z Aloną Sawczenko. Przeprowadził się do Chemnitz i był reprezentantem klubu Chemnitzer EC. Ich trenerem stał się Ingo Steuer. W 2004 Szolkowy i Sawczenko zdobyli mistrzostwo Niemiec. Po otrzymaniu niemieckiego obywatelstwa przez Alionę para mogła reprezentować Niemcy w Igrzyskach Olimpijskich w 2006. Na Mistrzostwach Europy w 2006 para zdobyła srebrny medal, a 3 kolejnych  Mistrzostwach Europy w 2007, 2008  i 2009 -złote. Na Mistrzostwach Europy w 2010 para zdobyła swój drugi srebrny medal. W 2007 na Mistrzostwach Świata w Tokio zdobyli brąz, by w Göteborgu i Los Angeles nie mieć sobie równych. W 2011 roku wywalczył ponownie złoty medal mistrzostw świata, tym razem było to w Moskwie, a rok później w Nicei wywalczył kolejne złoto. w Igrzyskach Olimpijskich w 2010 roku zdobył w parze sportowej brązowy medal olimpijski.
Po zakończeniu kariery sportowej w 2014 roku został trenerem w sztabie szkoleniowym Niny Mozer prowadząc m.in. rosyjską parę Jewgienija Tarasowa / Władimir Morozow. W 2016 przeniósł się do Meilen w Szwajcarii, a następnie wiosną 2019 roku do Irvine. W 2015 roku został prezesem swojego byłego klubu łyżwiarskiego w Chemnitz oraz został koordynatorem projektu szkoleniowego łyżwiarstwa figurowego dla młodzieży dla Niemieckiego Związku Łyżwiarskiego. Następnie wspólnie z żoną zaczęli prowadzić programy szkoleniowe z zakresu rozwoju osobistego, łyżwiarstwa figurowego i fitnessu.
W 2014 roku poślubił Austriaczkę Romy Born. 14 września 2015 roku na świat przyszedł ich syn Henry.

## Osiągnięcia

### Z Aloną Sawczenko
| Zawody                        | 03–04          | 04–05          | 05–06          | 06–07          | 07–08          | 08–09          | 09–10          | 10–11          | 11–12          | 12–13          | 13–14          |                |                |                |                |                |                |
| Międzynarodowe                | Międzynarodowe | Międzynarodowe | Międzynarodowe | Międzynarodowe | Międzynarodowe | Międzynarodowe | Międzynarodowe | Międzynarodowe | Międzynarodowe | Międzynarodowe | Międzynarodowe | Międzynarodowe | Międzynarodowe | Międzynarodowe | Międzynarodowe | Międzynarodowe | Międzynarodowe |
| ----------------------------- | -------------- | -------------- | -------------- | -------------- | -------------- | -------------- | -------------- | -------------- | -------------- | -------------- | -------------- | -------------- | -------------- | -------------- | -------------- | -------------- | -------------- |
| Igrzyska olimpijskie          |                |                | 6              |                |                |                | 3              |                |                |                | 3              |                |                |                |                |                |                |
| Mistrzostwa świata            |                | 6              | 6              | 3              | 1              | 1              | 2              | 1              | 1              | 2              | 1              |                |                |                |                |                |                |
| Mistrzostwa Europy            |                | 4              | 2              | 1              | 1              | 1              | 2              | 1              | WD             | 2              | WD             |                |                |                |                |                |                |
| GP Finał Grand Prix           |                |                | 3              | 2              | 1              | 3              | 3              | 1              | 1              |                | 1              |                |                |                |                |                |                |
| GP Cup of China               |                |                |                | 3              |                |                |                |                |                |                | 1              |                |                |                |                |                |                |
| GP NHK Trophy                 |                |                | 2              |                | 1              |                |                |                | 3              |                |                |                |                |                |                |                |                |
| GP Cup of Russia              |                | 3              |                | 1              | 2              |                |                |                | 1              |                | 1              |                |                |                |                |                |                |
| GP Skate America              |                |                |                |                |                | 1              |                | 1              | 1              |                |                |                |                |                |                |                |                |
| GP Skate Canada International |                |                | 1              |                | 1              |                | 1              |                |                | 1              |                |                |                |                |                |                |                |
| GP Trophée Éric Bompard       |                |                |                |                |                | 1              | 3              | 1              |                | WD             |                |                |                |                |                |                |                |
| Nebelhorn Trophy              |                | 3              | 1              |                | 1              | 1              | 1              |                |                |                |                |                |                |                |                |                |                |
| Memoriał Ondreja Nepeli       |                | 1              |                |                |                |                |                |                |                |                |                |                |                |                |                |                |                |
| NRW Trophy                    |                |                |                |                |                |                |                |                |                | 1              |                |                |                |                |                |                |                |
| Krajowe                       |                |                |                |                |                |                |                |                |                |                |                |                |                |                |                |                |                |
| Mistrzostwa Niemiec           | 1              | 1              | 1              | 1              | 1              | 1              |                | 1              |                |                | 1              |                |                |                |                |                |                |

### Z Claudią Rauschenbach
| Zawody                                | 97–98                                 | 98–99                                 | 99–00                                 | 00–01                                 |                                       |                                       |                                       |                                       |                                       |                                       |                                       |                                       |                                       |                                       |                                       |                                       |                                       |                                       |
| Międzynarodowe: Kategorie młodzieżowe | Międzynarodowe: Kategorie młodzieżowe | Międzynarodowe: Kategorie młodzieżowe | Międzynarodowe: Kategorie młodzieżowe | Międzynarodowe: Kategorie młodzieżowe | Międzynarodowe: Kategorie młodzieżowe | Międzynarodowe: Kategorie młodzieżowe | Międzynarodowe: Kategorie młodzieżowe | Międzynarodowe: Kategorie młodzieżowe | Międzynarodowe: Kategorie młodzieżowe | Międzynarodowe: Kategorie młodzieżowe | Międzynarodowe: Kategorie młodzieżowe | Międzynarodowe: Kategorie młodzieżowe | Międzynarodowe: Kategorie młodzieżowe | Międzynarodowe: Kategorie młodzieżowe | Międzynarodowe: Kategorie młodzieżowe | Międzynarodowe: Kategorie młodzieżowe | Międzynarodowe: Kategorie młodzieżowe | Międzynarodowe: Kategorie młodzieżowe |
| ------------------------------------- | ------------------------------------- | ------------------------------------- | ------------------------------------- | ------------------------------------- | ------------------------------------- | ------------------------------------- | ------------------------------------- | ------------------------------------- | ------------------------------------- | ------------------------------------- | ------------------------------------- | ------------------------------------- | ------------------------------------- | ------------------------------------- | ------------------------------------- | ------------------------------------- | ------------------------------------- | ------------------------------------- |
| Mistrzostwa świata juniorów           |                                       |                                       | 10                                    | 9                                     |                                       |                                       |                                       |                                       |                                       |                                       |                                       |                                       |                                       |                                       |                                       |                                       |                                       |                                       |
| JGP w Holandii                        |                                       |                                       | 4                                     |                                       |                                       |                                       |                                       |                                       |                                       |                                       |                                       |                                       |                                       |                                       |                                       |                                       |                                       |                                       |
| JGP w Niemczech                       |                                       | 8                                     |                                       | 6                                     |                                       |                                       |                                       |                                       |                                       |                                       |                                       |                                       |                                       |                                       |                                       |                                       |                                       |                                       |
| JGP w Polsce                          |                                       |                                       |                                       | 7                                     |                                       |                                       |                                       |                                       |                                       |                                       |                                       |                                       |                                       |                                       |                                       |                                       |                                       |                                       |
| JGP w Szwecji                         |                                       |                                       | 5                                     |                                       |                                       |                                       |                                       |                                       |                                       |                                       |                                       |                                       |                                       |                                       |                                       |                                       |                                       |                                       |
| JGP na Węgrzech                       |                                       | 6                                     |                                       |                                       |                                       |                                       |                                       |                                       |                                       |                                       |                                       |                                       |                                       |                                       |                                       |                                       |                                       |                                       |
| Krajowe                               |                                       |                                       |                                       |                                       |                                       |                                       |                                       |                                       |                                       |                                       |                                       |                                       |                                       |                                       |                                       |                                       |                                       |                                       |
| Mistrzostwa Niemiec                   | 4 J                                   | 1 J                                   | 1 J                                   | 1                                     |                                       |                                       |                                       |                                       |                                       |                                       |                                       |                                       |                                       |                                       |                                       |                                       |                                       |                                       |

### Z Johanną Otto
| Mistrzostwa świata juniorów | 13   |
| Blue Swords                 | 10 J |
| International St. Gervais   | 7 J  |

## Programy
Alona Sawczenko / Robin Szolkowy
| Sezon   | Program krótki (SP) | Program dowolny (FS) | Pokazy mistrzów |
| ------- | --- | --- | --- |

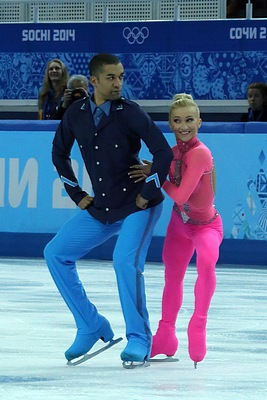
Program krótki Różowa Pantera (ZIO 2014)

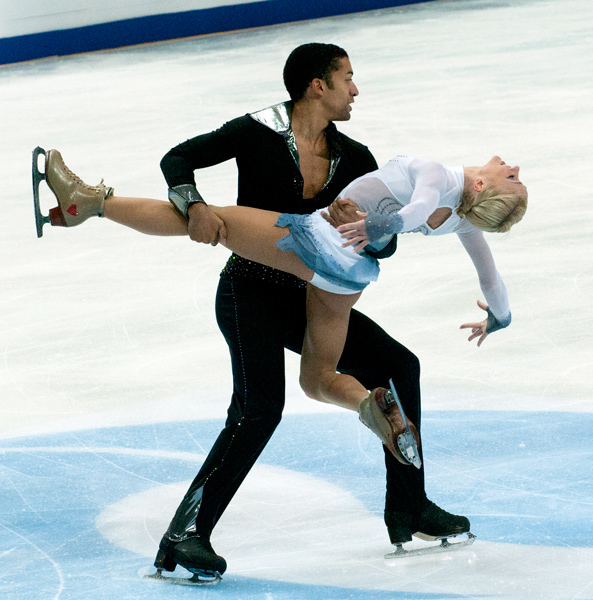
Program krótki Anioły i Demony (Rostelecom Cup 2011)

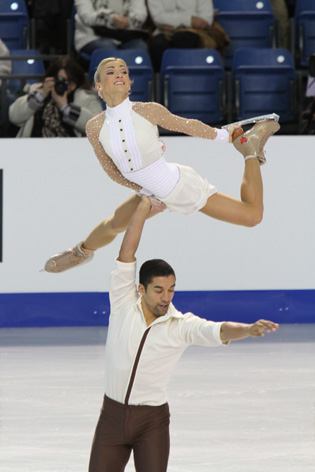
Program dowolny Out of Africa (ME 2010)

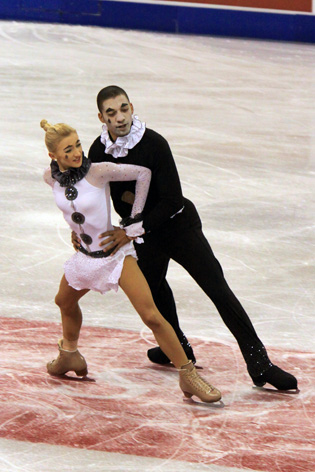
Program krótki Send in the Clowns (SCI 2009)

| 2013–14 | - Różowa Pantera medley – Christophe Beck, Henry Mancini choreografia: Ingo Steuer, David Wilson - When Winter Comes – André Rieu choreografia: Ingo Steuer, David Wilson | - The Nutcracker – Piotr Czajkowski choreografia: Ingo Steuer, David Wilson                                                                                                 | - Stay – Hurts - When Winter Comes – André Rieu choreografia: Ingo Steuer, David Wilson - Suit & Tie – Justin Timberlake |
| 2012–13 | - Kismet – Bond choreografia: Ingo Steuer | - Flamenco Bolero – Gustavo Montesano choreografia: Ingo Steuer | - Happy – Leona Lewis choreografia: Ingo Steuer |
| 2011–12 | - Anioły i demony medley – Hans Zimmer choreografia: Ingo Steuer | - Pina medley – Thomas Hanreich choreografia: Ingo Steuer | - Hungriges Herz – Scala & Kolacny Brothers choreografia: Ingo Steuer - Autumn Moon on a Calm Lake – Lang Lang choreografia: Ingo Steuer - Diversity – Emily Bear choreografia: Ingo Steuer - If You Don't Know Me by Now – Mick Hucknall choreografia: Ingo Steuer |
| 2010–11 | - Korobiejniki – Bond choreografia: Ingo Steuer | - Różowa Pantera medley – Christophe Beck, Henry Mancini choreografia: Ingo Steuer                                                                                          | - You'll Never Be Alone – Anastacia choreografia: Ingo Steuer - Barbie Girl – Aqua choreografia: Ingo Steuer - Gee – Girls’ Generation choreografia: Ingo Steuer |
| 2009–10 | - Send in the Clowns (z Mała nocna muzyka) – Danny Wright, oryg. Stephen Sondheim choreografia: Ingo Steuer                                                               | - Out of Africa medley – John Barry choreografia: Ingo Steuer - You’ll Never Walk Alone (z musicalu Carousel) – André Rieu, oryg. Richard Rodgers choreografia: Ingo Steuer | - Somewhere (z musicalu West Side Story) – Stephen Sondheim choreografia: Ingo Steuer - Bad Day – Daniel Powter choreografia: Ingo Steuer - Leningrad – Chris de Burgh choreografia: Ingo Steuer - Fascination – Alphabeat choreografia: Ingo Steuer                |
| 2008–09 | - Lost in Space medley – Apollo 440 choreografia: Ingo Steuer | - Schindler's List – John Williams - Adagio g-moll (Albinoni) – Remo Giazotto, Tomaso Albinoni choreografia: Ingo Steuer                                                    | - We've Got Tonight – Kenny Rogers, Sheena Easton choreografia: Ingo Steuer - Pie Jesu – Anna Maria Kaufmann, oryg. Sarah Brightman choreografia: Ingo Steuer - Leningrad – Chris de Burgh choreografia: Ingo Steuer                                                |
| 2007–08 | - Aśoka medley – Anu Malik choreografia: Ingo Steuer | - L'Oiseau (z Cirque du Soleil) – René Dupéré choreografia: Ingo Steuer | - Leningrad – Chris de Burgh choreografia: Ingo Steuer - Nella Fantasia – Il Divo choreografia: Ingo Steuer - Titanic medley – James Horner choreografia: Ingo Steuer - Feeling Good – Michael Bublé choreografia: Ingo Steuer                                      |
| 2006–07 | - Once Upon a Time in Mexico medley – Brian Setzer choreografia: Ingo Steuer                                                                                              | - The Mission medley – Ennio Morricone choreografia: Ingo Steuer | - Somewhere (z musicalu West Side Story) – Stephen Sondheim choreografia: Ingo Steuer - Feeling Good – Michael Bublé choreografia: Ingo Steuer |
| 2005–06 | - Souvenir De Chine – Jean-Michel Jarre choreografia: Ingo Steuer | - 1492: Conquest of Paradise – Vangelis choreografia: Ingo Steuer | - Hey Ya! – Outkast choreografia: Ingo Steuer - Belle (z musicalu Notre-Dame de Paris) – Garou, Daniel Lavoie, Patrick Fiori choreografia: Ingo Steuer |
| 2004–05 | - Isolde – Rondo Veneziano, oryg. Maurice Luttikkus choreografia: Ingo Steuer                                                                                             | - Casablanca medley – Max Steiner choreografia: Ingo Steuer | - Belle (z musicalu Notre-Dame de Paris) – Garou, Daniel Lavoie, Patrick Fiori choreografia: Ingo Steuer |

## Rekordy świata
Do sezonu 2017/2018
| Data                         | Punkty                  | Zawody                          | Uwagi                   |                         |
| Rekordy w nocie łącznej      | Rekordy w nocie łącznej | Rekordy w nocie łącznej         | Rekordy w nocie łącznej | Rekordy w nocie łącznej |
| ---------------------------- | ----------------------- | ------------------------------- | ----------------------- | ----------------------- |
| 28 kwietnia 2011             | 217,85                  | Mistrzostwa świata 2011         | W parze z Sawczenko.    |                         |
| 21 listopada 2009            | 206,71                  | Skate Canada International 2009 | W parze z Sawczenko.    |                         |
| Rekordy w programie krótkim  |                         |                                 |                         |                         |
| 14 lutego 2014               | 75,96                   | Igrzyska olimpijskie 2014       | W parze z Sawczenko.    |                         |
| 14 grudnia 2007              | 72,14                   | Finał Grand Prix 2008           | W parze z Sawczenko.    |                         |
| Rekordy w programie dowolnym |                         |                                 |                         |                         |
| 28 kwietnia 2011             | 144,87                  | Mistrzostwa świata 2011         | W parze z Sawczenko.    |                         |